# Cratere Zakar
Zakar è un cratere sulla superficie di Ganimede.